# Stefanie Martini
Stefanie Martini (* 6. Oktober 1990 in Bristol, England) ist eine britische Schauspielerin.

## Leben
Stefanie Martini wuchs in North Somerset auf. Von 2002 bis 2009 besuchte sie die Churchill Academy and Sixth Form in Churchill, Somerset. Nach dem Schulabschluss nahm sie am einjährigen Theaterprojekt Made in Bristol am Bristol Old Vic Theatre teil. Ab 2012 studierte sie an der Royal Academy of Dramatic Art (RADA) Schauspiel, das Studium schloss sie 2015 als BA (Hons) ab.
Eine erste Fernsehrolle hatte sie 2016 als Georgina Mortmaigne in der Folge Tödlicher Duft (Prey) der Krimiserie Der junge Inspektor Morse (Endeavour). Im dreiteiligen Fernsehfilm Doctor Thorne mit Tom Hollander in der Titelrolle verkörperte sie 2016 dessen Nichte Mary Thorne.
2017 spielte sie die Hauptrolle von Woman Police Constable (WPC) Jane Tennison in der sechsteiligen britischen Miniserie Prime Suspect 1973, einem Prequel zur Serie Heißer Verdacht (Prime Suspect), in der Helen Mirren die Rolle der Jane Tennison verkörperte. In der Agatha-Christie-Verfilmung Das krumme Haus (Crooked House) war sie 2017 an der Seite von Glenn Close als ihre Großtante Lady Edith de Haviland in der Rolle der Sophia de Haviland zu sehen. Außerdem spielte sie 2017 in der zehnteiligen Serie Emerald City – Die dunkle Welt von Oz Prinzessin Langwidere / Lady Ev.
Im Kriegsdrama Hurricane – Luftschlacht um England (2018) von Regisseur David Blair mit Iwan Rheon verkörperte sie 2018 die Rolle der Phyllis Lambert. Für die vierte Staffel der Serie The Last Kingdom wurde sie 2019 als Eadith, Geliebte von Aethelred von Mercien, verpflichtet. In dem beim Locarno Film Festival 2022 uraufgeführten Science-Fiction-Mockumentary Lola von Andrew Legge spielte sie an der Seite von Emma Appleton deren Filmschwester Martha Hanbury. In der Fernsehadaption von Georges Simenons Maigret-Romanen mit Benjamin Wainwright als Jules Maigret übernahm sie 2024 die Hauptrolle der Madame Louise Maigret.

## Filmografie (Auswahl)
- 2016: Der junge Inspektor Morse (Endeavour; Fernsehserie, Folge: Tödlicher Duft/Prey)
- 2016: Doctor Thorne (Miniserie)
- 2017: Prime Suspect 1973 (Miniserie)
- 2017: Emerald City – Die dunkle Welt von Oz (Emerald City; Fernsehserie)
- 2017: Das krumme Haus (Crooked House)
- 2018: Tracks (Kurzfilm)
- 2018: Hurricane – Luftschlacht um England (Hurricane/Mission of Honor)
- 2019: Make Up
- 2020: The Last Kingdom (Fernsehserie)
- 2021: Kafkas (Kurzfilm)
- 2022: Lola
- seit 2023: Das Gold (The Gold, Fernsehserie)

## Auszeichnungen und Nominierungen
- 2018: International Achievement Recognition Awards (IARA) – Nominierung in der Kategorie Best Young Actress für Prime Suspect[13]